# Barrows Green (Kumbria)
Barrows Green – wieś w Anglii, w Kumbrii. Leży 70 km na południe od miasta Carlisle i 354 km na północny zachód od Londynu.